# Khối lượng Sao Mộc

Ước lượng kích thước tương đối của Mặt Trời, Sao Mộc và các lùn nâu Gliese 229B và Teide 1

Khối lượng Sao Mộc (MJ hoặc MJUP), là đơn vị khối lượng dùng trong thiên văn học, nó bằng chính khối lượng của Sao Mộc (bằng 1,8986x1027 kg hay 317,83 khối lượng Trái Đất; 1 đơn vị khối lượng Trái Đất bằng 0,00315 khối lượng Sao Mộc). Khối lượng Sao Mộc được sử dụng để miêu tả khối lượng các hành tinh khí khổng lồ, như các hành tinh vòng ngoài và hành tinh ngoài Hệ Mặt Trời. Nó cũng thường được sử dụng để miêu tả khối lượng của lùn nâu.
Các hành tinh ngoại hệ có khối lượng lớn thường được miêu tả khối lượng theo khối lượng Sao Mộc để có thể thuận tiện so sánh. Một hành tinh tương tự như Sao Mộc quay quanh ngôi sao giống Mặt Trời ở khoảng cách 1 AU gây ra sự đu đưa có biên độ 28 m/s đối với ngôi sao, và có thể xác định được sự dịch chuyển này bằng công nghệ hiện nay.
Một hành tinh có khối lượng Sao Mộc có thể không có cùng kích thước với nó. Ví dụ, hành tinh có thành phần gần giống Trái Đất với khối lượng bằng khối lượng Sao Mộc sẽ có bán kính vào khoảng 5 hay 6 lần bán kính Trái Đất. Ngoài ra, các hành tinh kiểu Mộc Tinh nóng (như COROT-1b) có quỹ đạo gần với ngôi sao lại có bán kính lớn hơn bán kính của Sao Mộc. Bán kính của các sao lùn nâu cũng bằng khoảng bán kính của Mộc Tinh (hay bằng một phần mười của Mặt Trời).
Về mặt lý thuyết, khối lượng tối thiểu để một ngôi sao vẫn thực hiện được phản ứng tổng hợp hydro tại lõi, được ước tính bằng khoảng 75 lần khối lượng Sao Mộc 75, mặc dù sự tổng hợp deuterium có thể xảy ra tại những thiên thể có khối lượng chỉ bằng 13 lần Mộc Tinh.
Trong hệ Mặt Trời, khối lượng của các hành tinh vòng ngoài so với khối lượng của Sao Mộc là:
- Sao Mộc – 1,000
- Sao Thổ – 0,299
- Sao Thiên Vương – 0,046
- Sao Hải Vương – 0,054

Khối lượng Sao Mộc đổi ra các đơn vị khối lượng khác:
- 25.839 khối lượng Mặt Trăng (ML)
- 317,83 khối lượng Trái Đất (M⊕)[1]
- 0,0009546 khối lượng Mặt Trời (M⊙)